# شارل اوگو (قایقران بادبانی)
شارل اوگو (فرانسوی: Charles Hugo‎) قایقران قایق بادبانی اهل فرانسه بود.